# الایجا کامینگز
الایجا کامینگز (انگلیسی: Elijah Cummings؛ زادهٔ ۱۸ ژانویه ۱۹۵۱ – درگذشتهٔ ۱۷ اکتبر ۲۰۱۹) سیاستمدار آمریکایی و نمایندهٔ حوزه انتخابیه هفتم مریلند از حزب دموکرات ایالات متحده آمریکا در مجلس نمایندگان ایالات متحده آمریکا بود. این حوزه شامل تقریباً بیش از نیمی از شهر بالتیمور، بیشتر مناطق با اکثریت سیاه‌نشین شهرستان بالتیمور، به انضمام بیشتر قسمت‌های شهرستان هاوارد است. الایجا کومینگ برای نخستین‌بار در ۱۶ آوریل ۱۹۹۶ میلادی به‌عضویت مجلس درآمد.